# Copanarta aurea
Copanarta aurea là một loài bướm đêm trong họ Noctuidae.